# 松樹遺產 (佛羅里達州)
松樹遺產（英語：Heritage Pines）是位於美國佛羅里達州帕斯科縣的一個人口普查指定地區。

## 地理
松樹遺產的座標為28°25′36″N 82°37′31″W / 28.42667°N 82.62528°W，而該地最高點為海拔高度8米（即26英尺）。

## 人口
根據2010年美國人口普查的數據，松樹遺產的面積為2.84平方千米，當中陸地面積為2.78平方千米，而水域面積為0.06平方千米。當地共有人口2136人，而人口密度為每平方千米752人。